# Evelina Fahnehjelm
Evelina Vilhelmina Fahnehjelm, född 25 april 1839 i Maria Magdalena församling i Stockholm, död 23 september 1898 i Sankt Nikolai församling i Stockholm, var en svensk pedagog. Hon var föreståndare för Wallinska skolan i Stockholm 1872–1898. 

## Biografi
Evelina Fahnehjelm undervisades i hemmet av en privatlärare och var sedan själv guvernant. Hon var lärare i svenska och franska vid slöjdskolan (sedan Tekniska skolan) i Stockholm 1866–1872 och därefter lärare vid Pauliska skolan innan hon blev föreståndare vid Wallinska flickskolan i Stockholm 4 april 1872. 
Som föreståndare ges hon förtjänsten för Wallinska skolans enorma expansion vid slutet av 1800-talet.  När hon tillträdde hade skolan ett elevantal på cirka 75 elever, något som redan under 1870-talet hade ökat till 250. År 1874 fick blev skolan den första skolan med examensrätt för flickor och under hennes tid där blev den utpräglat akademisk. Skolans principer riktades från flickpensionens rådande ideal om att utbilda eleven till hustru och mor i synnerhet till att fokusera på utbildning i allmänhet.
Hon blev ledamot av Nicolai församlings i Stockholm kyrkoråd 1890.
Evelina Fahnehjelms grav finns på Norra begravningsplatsen i Solna. Gravstenen, som restes 1929, är utförd av Ellen Roosval von Hallwyl.

## Familj
Evelina Fahnehjelm var dotter till  kammarrättsrådet Johan Wilhelm Fahnehjelm och Eva Beata Giös samt syster till kammarherren Gustaf Fahnehjelm. 

## Utmärkelser
- Illis quorum, 1898